# Kazakhstan tại Thế vận hội
Kazakhstan tham gia Thế vận hội lần đầu với tư cách một quốc gia độc lập vào năm 1994, và đã liên tục gửi các vận động viên (VĐV) tới các kỳ vận hội kể từ đó. Trước khi Liên Xô tan rã, các VĐV Kazakhstan thi đấu như một phần của Liên Xô tại Thế vận hội, và như một phần của Đoàn thể thao Hợp nhất năm 1992.
Các VĐV Kazakhstan đã giành tổng cộng 64 huy chương tại Thế vận hội Mùa hè, và 8 huy chương tại Thế vận hội Mùa đông.
Ủy ban Olympic Quốc gia Cộng hòa Kazakhstan được thành lập năm 1990 và được công nhận năm 1993.

## Bảng huy chương

### Thế vận hội Mùa hè
| Thế vận hội Mùa hè  | Số VĐV                                                | Vàng                                                  | Bạc                                                   | Đồng                                                  | Tổng số                                               | Xếp thứ                                               |
| 1900–1912           | tham dự như một phần của Đế quốc Nga (RU1)            | tham dự như một phần của Đế quốc Nga (RU1)            | tham dự như một phần của Đế quốc Nga (RU1)            | tham dự như một phần của Đế quốc Nga (RU1)            | tham dự như một phần của Đế quốc Nga (RU1)            | tham dự như một phần của Đế quốc Nga (RU1)            |
| 1952–1988           | tham dự như một phần của Liên Xô (URS)                | tham dự như một phần của Liên Xô (URS)                | tham dự như một phần của Liên Xô (URS)                | tham dự như một phần của Liên Xô (URS)                | tham dự như một phần của Liên Xô (URS)                | tham dự như một phần của Liên Xô (URS)                |
| Barcelona 1992      | tham dự như một phần của Đoàn thể thao hợp nhất (EUN) | tham dự như một phần của Đoàn thể thao hợp nhất (EUN) | tham dự như một phần của Đoàn thể thao hợp nhất (EUN) | tham dự như một phần của Đoàn thể thao hợp nhất (EUN) | tham dự như một phần của Đoàn thể thao hợp nhất (EUN) | tham dự như một phần của Đoàn thể thao hợp nhất (EUN) |
| Atlanta 1996        | 96                                                    | 3                                                     | 4                                                     | 4                                                     | 11                                                    | 24                                                    |
| Sydney 2000         | 130                                                   | 3                                                     | 4                                                     | 0                                                     | 7                                                     | 22                                                    |
| Athens 2004         | 119                                                   | 1                                                     | 4                                                     | 3                                                     | 8                                                     | 40                                                    |
| Bắc Kinh 2008       | 132                                                   | 2                                                     | 3                                                     | 4                                                     | 9                                                     | 29                                                    |
| Luân Đôn 2012       | 115                                                   | 3                                                     | 1                                                     | 7                                                     | 11                                                    | 24                                                    |
| Rio de Janeiro 2016 | 104                                                   | 3                                                     | 5                                                     | 10                                                    | 18                                                    | 22                                                    |
| Tokyo 2020          | chưa diễn ra                                          |                                                       |                                                       |                                                       |                                                       |                                                       |
| Paris 2024          | chưa diễn ra                                          |                                                       |                                                       |                                                       |                                                       |                                                       |
| Los Angeles 2028    | chưa diễn ra                                          |                                                       |                                                       |                                                       |                                                       |                                                       |
| Tổng số             | Tổng số                                               | 15                                                    | 21                                                    | 28                                                    | 64                                                    | 43                                                    |

### Thế vận hội Mùa đông
| Thế vận hội Mùa đông     | Số VĐV                                                | Vàng                                                  | Bạc                                                   | Đồng                                                  | Tổng số                                               | Xếp thứ                                               |
| 1924–1952                | không tham dự                                         | không tham dự                                         | không tham dự                                         | không tham dự                                         | không tham dự                                         | không tham dự                                         |
| 1952–1988                | tham dự như một phần của Liên Xô (URS)                | tham dự như một phần của Liên Xô (URS)                | tham dự như một phần của Liên Xô (URS)                | tham dự như một phần của Liên Xô (URS)                | tham dự như một phần của Liên Xô (URS)                | tham dự như một phần của Liên Xô (URS)                |
| Albertville 1992         | tham dự như một phần của Đoàn thể thao hợp nhất (EUN) | tham dự như một phần của Đoàn thể thao hợp nhất (EUN) | tham dự như một phần của Đoàn thể thao hợp nhất (EUN) | tham dự như một phần của Đoàn thể thao hợp nhất (EUN) | tham dự như một phần của Đoàn thể thao hợp nhất (EUN) | tham dự như một phần của Đoàn thể thao hợp nhất (EUN) |
| Lillehammer 1994         | 29                                                    | 1                                                     | 2                                                     | 0                                                     | 3                                                     | 12                                                    |
| Nagano 1998              | 60                                                    | 0                                                     | 0                                                     | 2                                                     | 2                                                     | 20                                                    |
| Thành phố Salt Lake 2002 | 50                                                    | 0                                                     | 0                                                     | 0                                                     | 0                                                     | –                                                     |
| Torino 2006              | 56                                                    | 0                                                     | 0                                                     | 0                                                     | 0                                                     | –                                                     |
| Vancouver 2010           | 39                                                    | 0                                                     | 1                                                     | 0                                                     | 1                                                     | 25                                                    |
| Sochi 2014               | 52                                                    | 0                                                     | 0                                                     | 1                                                     | 1                                                     | 26                                                    |
| Pyeongchang 2018         | 46                                                    | 0                                                     | 0                                                     | 1                                                     | 1                                                     | 28                                                    |
| Bắc Kinh 2022            | chưa diễn ra                                          | chưa diễn ra                                          | chưa diễn ra                                          | chưa diễn ra                                          | chưa diễn ra                                          | chưa diễn ra                                          |
| Milano–Cortina 2026      | chưa diễn ra                                          | chưa diễn ra                                          | chưa diễn ra                                          | chưa diễn ra                                          | chưa diễn ra                                          | chưa diễn ra                                          |
| Tổng số                  | Tổng số                                               | 1                                                     | 3                                                     | 4                                                     | 8                                                     | 34                                                    |

### Huy chương theo môn Mùa hè
| Môn thi đấu               | Vàng | Bạc | Đồng | Tổng số |
| ------------------------- | ---- | --- | ---- | ------- |
| Quyền Anh                 | 7    | 7   | 8    | 22      |
| Cử tạ                     | 2    | 3   | 5    | 10      |
| Điền kinh                 | 2    | 1   | 2    | 5       |
| Đấu vật                   | 1    | 5   | 10   | 16      |
| Xe đạp                    | 1    | 1   | 0    | 2       |
| Bơi lội                   | 1    | 0   | 0    | 1       |
| Năm môn phối hợp hiện đại | 1    | 0   | 0    | 1       |
| Bắn súng                  | 0    | 2   | 1    | 3       |
| Judo                      | 0    | 2   | 1    | 3       |
| Taekwondo                 | 0    | 0   | 1    | 1       |
| Tổng số (10 đơn vị)       | 15   | 21  | 28   | 64      |

### Huy chương theo môn Mùa đông
| Môn thi đấu           | Vàng | Bạc | Đồng | Tổng số |
| --------------------- | ---- | --- | ---- | ------- |
| Trượt tuyết băng đồng | 1    | 2   | 1    | 4       |
| Hai môn phối hợp      | 0    | 1   | 0    | 1       |
| Trượt băng nghệ thuật | 0    | 0   | 1    | 1       |
| Trượt tuyết tự do     | 0    | 0   | 1    | 1       |
| Trượt băng tốc độ     | 0    | 0   | 1    | 1       |
| Tổng số (5 đơn vị)    | 1    | 3   | 4    | 8       |

## VĐV giành huy chương

### Thế vận hội Mùa hè
| Huy chương | Tên                       | Thế vận hội         | Môn thi đấu               | Nội dung                        |
| ---------- | ------------------------- | ------------------- | ------------------------- | ------------------------------- |
| Vàng       | Vassiliy Jirov            | Atlanta 1996        | Quyền Anh                 | Hạng dưới nặng nam              |
| Vàng       | Alexander Parygin         | Atlanta 1996        | Năm môn phối hợp hiện đại | Cá nhân nam                     |
| Vàng       | Yuriy Melnichenko         | Atlanta 1996        | Đấu vật                   | Cổ điển nam hạng cân 57 kg      |
| Bạc        | Bulat Zhumadilov          | Atlanta 1996        | Quyền Anh                 | Hạng ruồi nam                   |
| Bạc        | Sergey Belyayev           | Atlanta 1996        | Bắn súng                  | 50 mét súng trường nằm bắn nam  |
| Bạc        | Sergey Belyayev           | Atlanta 1996        | Bắn súng                  | 50 mét súng trường 3 tư thế nam |
| Bạc        | Anatoly Khrapaty          | Atlanta 1996        | Cử tạ                     | Hạng cân 99 kg nam              |
| Đồng       | Bulat Niyazymbetov        | Atlanta 1996        | Quyền Anh                 | Hạng dưới bán trung nam         |
| Đồng       | Yermakhan Ibraimov        | Atlanta 1996        | Quyền Anh                 | Hạng dưới trung nam             |
| Đồng       | Vladimir Vokhmyanin       | Atlanta 1996        | Bắn súng                  | 25 mét súng ngắn bắn nhanh nam  |
| Đồng       | Maulen Mamyrov            | Atlanta 1996        | Đấu vật                   | Tự do nam hạng cân 52 kg        |
| Vàng       | Olga Shishigina           | Sydney 2000         | Điền kinh                 | 100 mét vượt rào nữ             |
| Vàng       | Bekzat Sattarkhanov       | Sydney 2000         | Quyền Anh                 | Hạng lông nam                   |
| Vàng       | Yermakhan Ibraimov        | Sydney 2000         | Quyền Anh                 | Hạng dưới trung nam             |
| Bạc        | Bulat Zhumadilov          | Sydney 2000         | Quyền Anh                 | Hạng ruồi nam                   |
| Bạc        | Mukhtarkhan Dildabekov    | Sydney 2000         | Quyền Anh                 | Hạng siêu nặng nam              |
| Bạc        | Alexander Vinokourov      | Sydney 2000         | Xe đạp                    | Đường trường nam                |
| Bạc        | Islam Bairamukov          | Sydney 2000         | Đấu vật                   | Tự do nam hạng cân 97 kg        |
| Vàng       | Bakhtiyar Artayev         | Athens 2004         | Quyền Anh                 | Hạng bán trung nam              |
| Bạc        | Gennady Golovkin          | Athens 2004         | Quyền Anh                 | Hạng trung nam                  |
| Bạc        | Sergey Filimonov          | Athens 2004         | Cử tạ                     | Hạng cân 77 kg nam              |
| Bạc        | Gennadiy Laliyev          | Athens 2004         | Đấu vật                   | Tự do nam hạng cân 74 kg        |
| Bạc        | Georgiy Tsurtsumia        | Athens 2004         | Đấu vật                   | Cổ điển nam hạng cân 120 kg     |
| Đồng       | Dmitriy Karpov            | Athens 2004         | Điền kinh                 | Mười môn phối hợp nam           |
| Đồng       | Serik Yeleuov             | Athens 2004         | Quyền Anh                 | Hạng nhẹ nam                    |
| Đồng       | Mkhitar Manukyan          | Athens 2004         | Đấu vật                   | Cổ điển nam hạng cân 66 kg      |
| Vàng       | Bakhyt Sarsekbayev        | Bắc Kinh 2008       | Quyền Anh                 | Hạng bán trung nam              |
| Vàng       | Alla Vazhenina            | Bắc Kinh 2008       | Cử tạ                     | Hạng cân 75 kg nữ               |
| Bạc        | Askhat Zhitkeyev          | Bắc Kinh 2008       | Judo                      | Hạng cân 100 kg nam             |
| Bạc        | Nurbakyt Tengizbayev      | Bắc Kinh 2008       | Đấu vật                   | Cổ điển nam hạng cân 60 kg      |
| Bạc        | Olga Rypakova             | Bắc Kinh 2008       | Điền kinh                 | Nhảy xa ba bước nữ              |
| Đồng       | Yerkebulan Shynaliyev     | Bắc Kinh 2008       | Quyền Anh                 | Hạng dưới nặng nam              |
| Đồng       | Arman Chilmanov           | Bắc Kinh 2008       | Taekwondo                 | Hạng cân +80 kg nam             |
| Đồng       | Marid Mutalimov           | Bắc Kinh 2008       | Đấu vật                   | Tự do nam hạng cân 120 kg       |
| Đồng       | Yelena Shalygina          | Bắc Kinh 2008       | Đấu vật                   | Tự do nữ hạng cân 63 kg         |
| Vàng       | Olga Rypakova             | Luân Đôn 2012       | Điền kinh                 | Nhảy xa ba bước nữ              |
| Vàng       | Serik Sapiyev             | Luân Đôn 2012       | Quyền Anh                 | Hạng bán trung nam              |
| Vàng       | Alexander Vinokourov      | Luân Đôn 2012       | Xe đạp                    | Đường trường nam                |
| Bạc        | Adilbek Niyazymbetov      | Luân Đôn 2012       | Quyền Anh                 | Hạng dưới nặng nam              |
| Đồng       | Ivan Dychko               | Luân Đôn 2012       | Quyền Anh                 | Hạng siêu nặng nam              |
| Đồng       | Marina Volnova            | Luân Đôn 2012       | Quyền Anh                 | Hạng trung nữ                   |
| Đồng       | Akzhurek Tanatarov        | Luân Đôn 2012       | Đấu vật                   | Tự do nam hạng cân 66 kg        |
| Đồng       | Daniyal Gadzhiyev         | Luân Đôn 2012       | Đấu vật                   | Cổ điển nam hạng cân 84 kg      |
| Đồng       | Guzel Manyurova           | Luân Đôn 2012       | Đấu vật                   | Tự do nữ hạng cân 72 kg         |
| Đồng       | Anna Nurmukhambetova      | Luân Đôn 2012       | Cử tạ                     | Hạng cân 69 kg nữ               |
| Đồng       | Daulet Shabanbay          | Luân Đôn 2012       | Đấu vật                   | Tự do nam hạng cân 120 kg       |
| Vàng       | Daniyar Yeleussinov       | Rio de Janeiro 2016 | Quyền Anh                 | Hạng bán trung nam              |
| Vàng       | Dmitriy Balandin          | Rio de Janeiro 2016 | Bơi lội                   | 200 mét bơi ếch nam             |
| Vàng       | Nijat Rahimov             | Rio de Janeiro 2016 | Cử tạ                     | Hạng cân 77 kg nam              |
| Bạc        | Adilbek Niyazymbetov      | Rio de Janeiro 2016 | Quyền Anh                 | Hạng dưới nặng nam              |
| Bạc        | Vasiliy Levit             | Rio de Janeiro 2016 | Quyền Anh                 | Hạng nặng nam                   |
| Bạc        | Yeldos Smetov             | Rio de Janeiro 2016 | Judo                      | Hạng cân 60 kg nam              |
| Bạc        | Zhazira Zhapparkul        | Rio de Janeiro 2016 | Cử tạ                     | Hạng cân 69 kg nữ               |
| Bạc        | Guzel Manyurova           | Rio de Janeiro 2016 | Đấu vật                   | Tự do nữ hạng cân 75 kg         |
| Đồng       | Olga Rypakova             | Rio de Janeiro 2016 | Điền kinh                 | Nhảy xa ba bước nữ              |
| Đồng       | Ivan Dychko               | Rio de Janeiro 2016 | Quyền Anh                 | Hạng siêu nặng nam              |
| Đồng       | Dariga Shakimova          | Rio de Janeiro 2016 | Quyền Anh                 | Hạng trung nữ                   |
| Đồng       | Galbadrakhyn Otgontsetseg | Rio de Janeiro 2016 | Judo                      | Hạng cân 48 kg nữ               |
| Đồng       | Farkhad Kharki            | Rio de Janeiro 2016 | Cử tạ                     | Hạng cân 62 kg nam              |
| Đồng       | Alexandr Zaichikov        | Rio de Janeiro 2016 | Cử tạ                     | Hạng cân 105 kg nam             |
| Đồng       | Karina Goricheva          | Rio de Janeiro 2016 | Cử tạ                     | Hạng cân 63 kg nữ               |
| Đồng       | Yekaterina Larionova      | Rio de Janeiro 2016 | Đấu vật                   | Tự do nữ hạng cân 63 kg         |
| Đồng       | Elmira Syzdykova          | Rio de Janeiro 2016 | Đấu vật                   | Tự do nữ hạng cân 69 kg         |
| Đồng       | Denis Ulanov              | Rio de Janeiro 2016 | Cử tạ                     | Hạng cân 85 kg nam              |

### Thế vận hội Mùa đông
| Huy chương | Tên                 | Thế vận hội      | Môn thi đấu           | Nội dung                        |
| ---------- | ------------------- | ---------------- | --------------------- | ------------------------------- |
| Vàng       | Vladimir Smirnov    | Lillehammer 1994 | Trượt tuyết băng đồng | 50 ki-lô-mét cổ điển nam        |
| Bạc        | Vladimir Smirnov    | Lillehammer 1994 | Trượt tuyết băng đồng | 10 ki-lô-mét cổ điển nam        |
| Bạc        | Vladimir Smirnov    | Lillehammer 1994 | Trượt tuyết băng đồng | 15 ki-lô-mét đuổi bắt tự do nam |
| Đồng       | Vladimir Smirnov    | Nagano 1998      | Trượt tuyết băng đồng | 15 ki-lô-mét đuổi bắt tự do nam |
| Đồng       | Lyudmila Prokasheva | Nagano 1998      | Trượt băng tốc độ     | 5000 mét nữ                     |
| Bạc        | Elena Khrustaleva   | Vancouver 2010   | Hai môn phối hợp      | Cá nhân nữ                      |
| Đồng       | Denis Ten           | Sochi 2014       | Trượt băng nghệ thuật | Đơn nam                         |
| Đồng       | Yuliya Galysheva    | Pyeongchang 2018 | Trượt tuyết tự do     | Mấp mô nữ                       |

## VĐV đổi màu huy chương
1. Nurbakyt Tengizbayev từ đồng lên bạc (Đấu vật tại Thế vận hội Mùa hè 2008 – Cổ điển nam hạng cân 60 kg)
2. Alla Vazhenina từ bạc lên vàng (Cử tạ tại Thế vận hội Mùa hè 2008 – Hạng cân 75 kg nữ)
3. Olga Rypakova từ vị trí thứ 4 lên bạc (Điền kinh tại Thế vận hội Mùa hè 2008 – Nhảy xa ba bước nữ)
4. Anna Nurmukhambetova từ vị trí thứ 4 lên đồng (hoặc bạc) (Cử tạ tại Thế vận hội Mùa hè 2012 – Hạng cân 69 kg nữ)
5. Daulet Shabanbay từ vị trí thứ 5 lên đồng (Đấu vật tại Thế vận hội Mùa hè 2012 – Tự do nam hạng cân 120 kg)
6. Denis Ulanov từ vị trí thứ 4 lên đồng (Cử tạ tại Thế vận hội Mùa hè 2016 – Hạng cân 85 kg nam)

## VĐV bị tước huy chương
| Huy chương | Tên                  | Môn thi đấu | Nội dung                   | Thời gian                |
| ---------- | -------------------- | ----------- | -------------------------- | ------------------------ |
| Vàng       | Ilya Ilyin           | Cử tạ       | Hạng cân 94 kg nam         | Ngày 17 tháng 8 năm 2008 |
| Bạc        | Irina Nekrassova     | Cử tạ       | Hạng cân 63 kg nữ          | Ngày 12 tháng 8 năm 2008 |
| Bạc        | Taimuraz Tigiyev     | Đấu vật     | Tự do nam hạng cân 96 kg   | Ngày 21 tháng 8 năm 2008 |
| Đồng       | Asset Mambetov       | Đấu vật     | Cổ điển nam hạng cân 96 kg | Ngày 14 tháng 8 năm 2008 |
| Đồng       | Mariya Grabovetskaya | Cử tạ       | Hạng cân +75 kg nữ         | Ngày 16 tháng 8 năm 2008 |
| Vàng       | Zulfiya Chinshanlo   | Cử tạ       | Hạng cân 53 kg nữ          | Ngày 29 tháng 7 năm 2012 |
| Vàng       | Maiya Maneza         | Cử tạ       | Hạng cân 63 kg nữ          | Ngày 31 tháng 7 năm 2012 |
| Vàng       | Svetlana Podobedova  | Cử tạ       | Hạng cân 75 kg nữ          | Ngày 3 tháng 8 năm 2012  |
| Vàng       | Ilya Ilyin           | Cử tạ       | Hạng cân 94 kg nam         | Ngày 4 tháng 8 năm 2012  |